# Alessandro Ruben
Alessandro Ruben (Roma, 14 ottobre 1966) è un politico e avvocato italiano.

## Biografia
Nato a Roma nel 1966, avvocato di religione ebraica iscritto dal 1998 all'Albo, è stato consigliere dell'Unione delle Comunità Ebraiche Italiane e da gennaio 2010 presiede la sezione italiana dell'Anti-Defamation League.
Nel 2017 è stato eletto membro della Commissione Nazionale dell'Anti Defamation League, la principale organizzazione non governativa USA che realizza indagini e ricerche sull’antisemitismo e l’estremismo che servono ad orientare le politiche per la prevenzione negli USA come in Europa, durante l’assemblea generale svoltasi a San Francisco.

### Attività politica
Appassionato di politica sin da giovanissimo, prima di essere eletto deputato nel 2008 aveva organizzato degli incontri a Washington per Gianfranco Fini e Silvio Berlusconi, forte del suo rapporto con gli Stati Uniti d'America, tanto che nei dossier pubblicati da Wikileaks, e ripresi su L’Espresso, Ruben viene fuori come una delle controparti più "serie e credibili" che l'Italia abbia messo in campo in alcune trattative in campo strategico-militare.
Alle elezioni politiche del 2008 viene candidato alla Camera dei deputati, tra le liste del Popolo della Libertà (PdL) in quota Alleanza Nazionale, dove viene eletto deputato nella circoscrizione Piemonte 2. Con la nascita del quarto governo presieduto da Berlusconi, dopo la sua vittoria e del centro-destra per la terza volta alle politiche, appena eletto viene nominato consulente e consigliere per gli Affari internazionali del Ministro della Difesa Ignazio La Russa.
Nell'estate 2010, seguace di Fini, abbandona il gruppo parlamentare PdL per aderire a quello di Futuro e Libertà per l’Italia. Ruben è uno dei pochi politici italiani che hanno ottenuto una considerazione positiva nei cable di WikiLeaks.
È stato membro della delegazione parlamentare presso l'Assemblea Parlamentare della NATO dal 24 giugno 2008 e dal 1º agosto 2008 membro del gruppo speciale sul Mediterraneo della delegazione parlamentare della NATO. Membro del Collegio d'Appello presso la Segreteria per la tutela giurisdizionale della Camera dei Deputati, dal 4 marzo 2010. Dal 2010 al 2013 è presidente del gruppo di collaborazione parlamentare Italia - Stati Uniti d'America
Nella vita politica, Alessandro Ruben è stato definito dalla stampa nazionale, uno degli uomini più legati al presidente della Camera Gianfranco Fini, apprezzato dai diplomatici nazionali ed internazionali per la sua riservatezza e per il suo lavoro, è stato definito il suo "vero Ministro degli Esteri". Quest'ultima valutazione è frutto di una missione negli Stati Uniti del presidente della Camera italiana in cui fu ospite della Camera dei Rappresentanti e della sua leader, Nancy Pelosi, a latere del G8 dei presidenti e nel quale Ruben sembra abbia avuto un ruolo decisivo in merito all'incontro tra Fini ed il vicepresidente degli Stati Uniti Joe Biden. All'epoca fece incontrare Gianfranco Fini anche con il neosegretario di Stato americano John Kerry.
Alle elezioni politiche del 2013 viene candidato al Senato della Repubblica, in quarta posizione nella circoscrizione Puglia tra le liste Con Monti per l'Italia (in quota FLI), risultando tuttavia il terzo dei non eletti.

## Vita privata
Uomo molto riservato, è padre di due figlie, la prima nata nel 2004, da un precedente matrimonio, la seconda nel 2020, dalla compagna Mara Carfagna, sposata a Sorrento il 27 giugno 2024.